# Delaossa
Daniel Martínez de la Ossa Romero (Málaga, 23 de junio de 1993), conocido artísticamente como Delaossa, es un rapero español.
Ha lanzado varios singles desde 2016, y su debut discográfico se produjo en 2019 con el LP  'Un Perro Andaluz'. En 2020 lanzó un EP de cinco temas llamado 'La Tour Liffee', en el que le acompaña su habitual beatmaker, DJ y productor J Moods y otros músicos como Israel B, KIDDO, Gese Da O, Granuja o Cruz Cafuné.

## Biografía
Originario del barrio malagueño de El Palo, empezó a interesarse por el hip hop con tan sólo 12 años.
En agosto del 2010, conocido por aquel entonces como Soup, sacó su primera maqueta titulada En Blanco Fácil, junto a Easy y el productor Lápiz (también conocido como Lapskillz). Ese mismo año los tres constituyeron el grupo Skill Leaders, incorporando también a Fader Kastel (también conocido como Kas Rules), y Álvaro Moreno como cámara. Todos junto sacaron, en el año 2012, su primer trabajo grupal titulado Skillbill. Tres años después lanzaron su segundo y último trabajo como grupo, titulado El Oasis (2015), un disco autoeditado.
A finales de ese mismo 2015, Soup Delaossa funda el colectivo Space Hammu (también  conocido como Space Hammurabi o Los Chicos del Cosmos) junto a Álvaro Raggio, proyecto formado por un equipo de MC’s y productores. En 2016, ya conocido también como Delaossa Picasso, saca su álbum El Palo Nº1. En los años siguientes va sacando videoclips, singles y colaboraciones con varios artistas, hasta que en 2019, junto al productor J.Moods, lanza Un Perro Andaluz.
En 2020 saca la mixtape de cinco canciones llamado La Tour Liffee, con colaboraciones como Israel B o Cruz Cafuné.
En 2022 publica un nuevo álbum titulado Playa Virginia, con el productor Kiddo Manteca y en el que colaboran artistas como J. Moods, Enry- K, Abhir Hathi, Easy-S, Young Wolf, Bexnil, Blurred Mirror, Johnny808, Young Wolf y Kas Rules.
Tras un año de inactividad en 2025 lanza un nuevo álbum titulado La Madrugá.

## Discografía

#### Grupo Skill Leaders
- Skillbills (2012)
- El Oasis (2015)

#### En solitario
- Como Soup:
- En Blanco Fácil (maqueta) (2010)

- Como Delaossa:
- El Palo N°1, EP (2016)
- Un Perro Andaluz, álbum (2019)
- La Tour Liffee, EP (2020)
- Playa Virginia, EP (2022)
- Rehab en Lamarossa, EP (2023)
- La Madrugá, álbum (2025)[7]

### Colaboraciones
- Si Me Quieren Matar Santa Fe Klan (2020)
- Raíces con Recycled J (2020)
- Mil Días con Abhir Hathi (Lazos Y Nudos, 2021)
- Me Has Dejado con Nicki Nicole (Parte De Mi, 2021)
- No Te Necesito con Dani Ribba (2022)
- Still Luvin' con Quevedo (La Madrugá, 2025)